# Борго д'Ацељио (Ферара)
Борго д'Ацељио (итал. Borgo d'Azeglio) је насеље у Италији у округу Ферара, региону Емилија-Ромања.
Према процени из 2011. у насељу је живело 13 становника. Насеље се налази на надморској висини од 4 м.